# Sally Walker
Sally Walker è un singolo della rapper australiana Iggy Azalea, pubblicato il 15 marzo 2019 come primo estratto dal secondo album in studio In My Defense.
Il brano è stato scritto dalla stessa Azalea in collaborazione con Anthony White, in arte J. White Did It, e prodotto da quest'ultimo.

## Antefatti
L'11 dicembre 2018, Azalea ha condiviso un'anteprima del singolo tramite Instagram. Nel febbraio 2019, l'annuncio è stato accompagnato da una foto di Azalea in un "drammatico trucco blu cobalto agli occhi e un rossetto rosso alla labbra" con un "look Barbie-esque" di fronte a uno sfondo rosso sangue. Il titolo della canzone è in forma di croce sopra la sua testa, e sotto Azalea ci sono le parole "A Celebration of Life" e la data di uscita. La copertina ufficiale è stata poi svelata pochi giorni dopo dove la rapper è posata sul cofano di un carro funebre con un velo rosso gigante. Il truccatore James Charles, che ha realizzato il trucco di Azalea per la copertina, ha filmato un tutorial di trucco con Azalea prima della data di uscita.

## Descrizione
Sally Walker è stata scritta da Azalea insieme al produttore J. White Did It, che è anche produttore esecutivo di In My Defense. La traccia dura due minuti e cinquantotto secondi. È una canzone trap ispirata all’hip-hop che include una melodia al pianoforte. Il suo ritmo è stato notato per essere simile a Money di Cardi B, che è stato prodotto da White, e Humble di Kendrick Lamar, prodotto da Mike Will Made It. La canzone interpola la filastrocca popolare omonima e segue lo stesso flusso. Il testo mostra "una Iggy che non è infastidito dalle critiche perché è lei stessa la sua fan numero uno".

## Accoglienza
Sally Walker ha ricevuto recensioni positive dai critici musicali. Mike Nied di Idolator ha detto che la canzone "mette una nuova svolta sull'amato kiddie inno", descrivendola come "twerkabile". Scrivendo per la rivista V, Julian Wright ha dichiarato che Azalea "mette in mostra le sue prodezze del testo e la sua giocosità ludica" e la canzone "si intreccia attraverso il ritornello della filastrocca ripetitiva e le barre intelligenti consegnate con il peso". HipHopDX ha commentato che "Iggy ha compiuto un enorme sforzo con la sua carriera negli ultimi tempi, e sta dando i suoi frutti, dato che molti dei lavori che mette in scena sono davvero buoni", mentre Rap-Up l’ha paragonata ai mixtapes della rapper.

## Video musicale
Il video vede per la terza volta consecutiva Iggy Azalea collaborare con il regista Colin Tilley. Il video, girato ad Atlanta, vede la rapper partecipare al funerale di Sally Walker insieme ad alcune drag queen provenienti dal programma RuPaul's Drag Race e a James Charles, il quale ha anche provveduto al trucco per video e alla promozione del singolo. Alla fine del video è presente una piccola anticipazione del prossimo singolo.

## Esibizioni dal vivo
Il 4 aprile 2019 la rapper si è esibita con la canzone da Jimmy Kimmel Live.

## Tracce
Download digitale
1. Sally Walker – 2:58

## Successo commerciale
Nella Billboard Hot 100 statunitense Sally Walker ha debuttato alla 62ª posizione, diventando la tredicesima entrata della rapper.

## Classifiche
| Classifica (2019) | Posizione massima |
| ----------------- | ----------------- |
| Canada            | 56                |
| Irlanda           | 70                |
| Regno Unito       | 82                |
| Stati Uniti       | 62                |